# 磯崎洋才
磯﨑 洋才（いそざき ようさい）日本の建築家。建築創作研究所主宰。代表作に小田原文化財団江之浦測候所　茶洒 金田中 Shanon Office（2011,東京都港区虎ノ門）JFEケミカル・ケミカル研究所など。茨城県生まれ。
2003年、日本大学理工学部建築学科（今村雅樹研究室）卒業。
2005年、日本大学大学院芸術学研究科修士課程修了。
2007-2009年、木下昌大建築設計事務所（KINO architects）。
2010-2017年、榊田倫之建築設計事務所　新素材研究所 兼務。
2014年、建築創作研究所 設立。
2007年第42回セントラル硝子国際建築設計競技入選。